# Plush (canção)
"Plush" é uma canção da banda americana de rock Stone Temple Pilots. É conhecida pelos seus acordes iniciais, e considerada um dos maiores sucessos da banda. Foi composta e escrita pelo vocalista Scott Weiland, o baterista Eric Kretz e o baixista Robert DeLeo para o álbum de estreia dos Stone Temple Pilots em 1992, Core. 
Foi lançada em 1993 como segundo single do álbum e tornou-se um hit nas rádios de rock dos EUA. "Plush" ganhou um Grammy em 1994 na categoria de "Best Hard Rock Performance".
Weiland e o guitarrista Dean DeLeo tocaram uma versão acústica da "Plush" no programa da MTV Headbanger's Ball que se tornou igualmente bastante popular. Originalmente só se encontrava disponível no CD single de "Creep", lançado em Inglaterra, mas foi mais tarde inserida na compilação Thank You, juntamente com a versão eléctrica original.
Em 2004, fez parte da trilha sonora do jogo Grand Theft Auto: San Andreas.

## Posição nas paradas musicais
| Parada (1993)                                  | Melhor posição |
| ---------------------------------------------- | -------------- |
| Austrália (ARIA)                               | 47             |
| Bélgica (Ultratop 50 de Flandres)              | 37             |
| Canadá (RPM Top Singles)                       | 21             |
| Europa (Eurochart Hot 100)                     | 44             |
| Islândia (Íslenski Listinn Topp 40)            | 5              |
| Irlanda (IRMA)                                 | 16             |
| Países Baixos (Dutch Top 40)                   | 20             |
| Países Baixos (Single Top 100)                 | 15             |
| Nova Zelândia (Recorded Music NZ)              | 23             |
| Suécia (Sverigetopplistan)                     | 18             |
| Reino Unido (UK Singles Chart)                 | 23             |
| Estados Unidos (Billboard Radio Songs)         | 39             |
| Estados Unidos (Billboard Alternative Airplay) | 9              |
| Estados Unidos (Billboard Mainstream Rock)     | 1              |
| Estados Unidos (Billboard Mainstream Top 40)   | 18             |

| Chart (2015)                                            | Melhor posiçao |
| ------------------------------------------------------- | -------------- |
| Estados Unidos (Billboard Hot Rock & Alternative Songs) | 7              |

| Parada (1993)                       | Posição |
| ----------------------------------- | ------- |
| Islândia (Íslenski Listinn Topp 40) | 29      |

| Parada (2010–2019)                         | Posição |
| ------------------------------------------ | ------- |
| Estados Unidos (Billboard Mainstream Rock) | 4       |